# Trigo Limpio

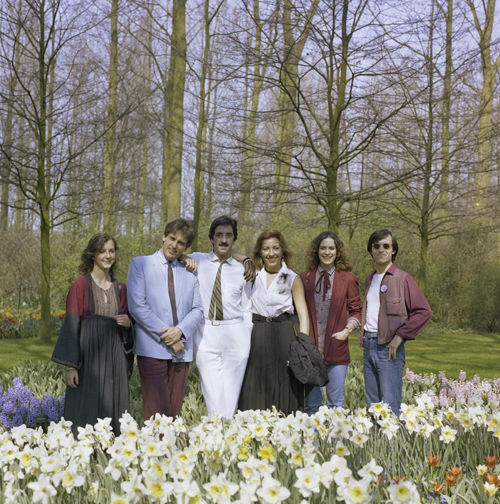
Trigo Limpio (1980)

Trigo Limpio war ein spanisches Schlagertrio der 1970–80er Jahre. Die Mitglieder waren die Sänger Amaya Saizar, Iñaki de Pablo und Luis Carlos Gil.

## Werdegang
Die Gruppe nahm 1977 beim OTI Festival und beim Internationalen Festival von Viña del Mar für Spanien teil. Ein Hit in der gesamten spanischsprachigen Welt war die Ballade María Magdalena.
Die Gruppe wurde als Spaniens Vertreter beim Eurovisie Songfestival 1980 in Den Haag auserkoren. Mit dem Schlager Quédate esta noche erreichten sie den zwölften Platz.

## Diskografie
Alben
- 1976: Trigo Limpio
- 1978: Desde nuestro rincón
- 1980: Quédate esta noche
- 1981: Caminando
- 1983: Como un sueño
- 1985: Hay cariño